# Lewis-Pass (Südgeorgien)
Der Lewis-Pass ist ein etwa 200 m hoch gelegener Gebirgspass auf Südgeorgien. Er befindet sich auf der Thatcher-Halbinsel und verbindet dort das Maidalen mit dem südsüdöstlich gelegenen Bore Valley.
Das UK Antarctic Place-Names Committee benannte ihn 1991 nach dem britischen Pflanzenökologen Ronald Ian Lewis Smith (* 1942) vom British Antarctic Survey, der ab den 1960er Jahren in zahlreichen Kampagnen umfassende botanische Studien auf Südgeorgien, auf den Südlichen Orkneyinseln und auf der Antarktischen Halbinsel durchführte.